# Joaillerie
« Joyau » redirige ici. Pour les autres significations, voir Joyaux.
 (novembre 2009).
Si vous disposez d'ouvrages ou d'articles de référence ou si vous connaissez des sites web de qualité traitant du thème abordé ici, merci de compléter l'article en donnant les références utiles à sa vérifiabilité et en les liant à la section « Notes et références ».

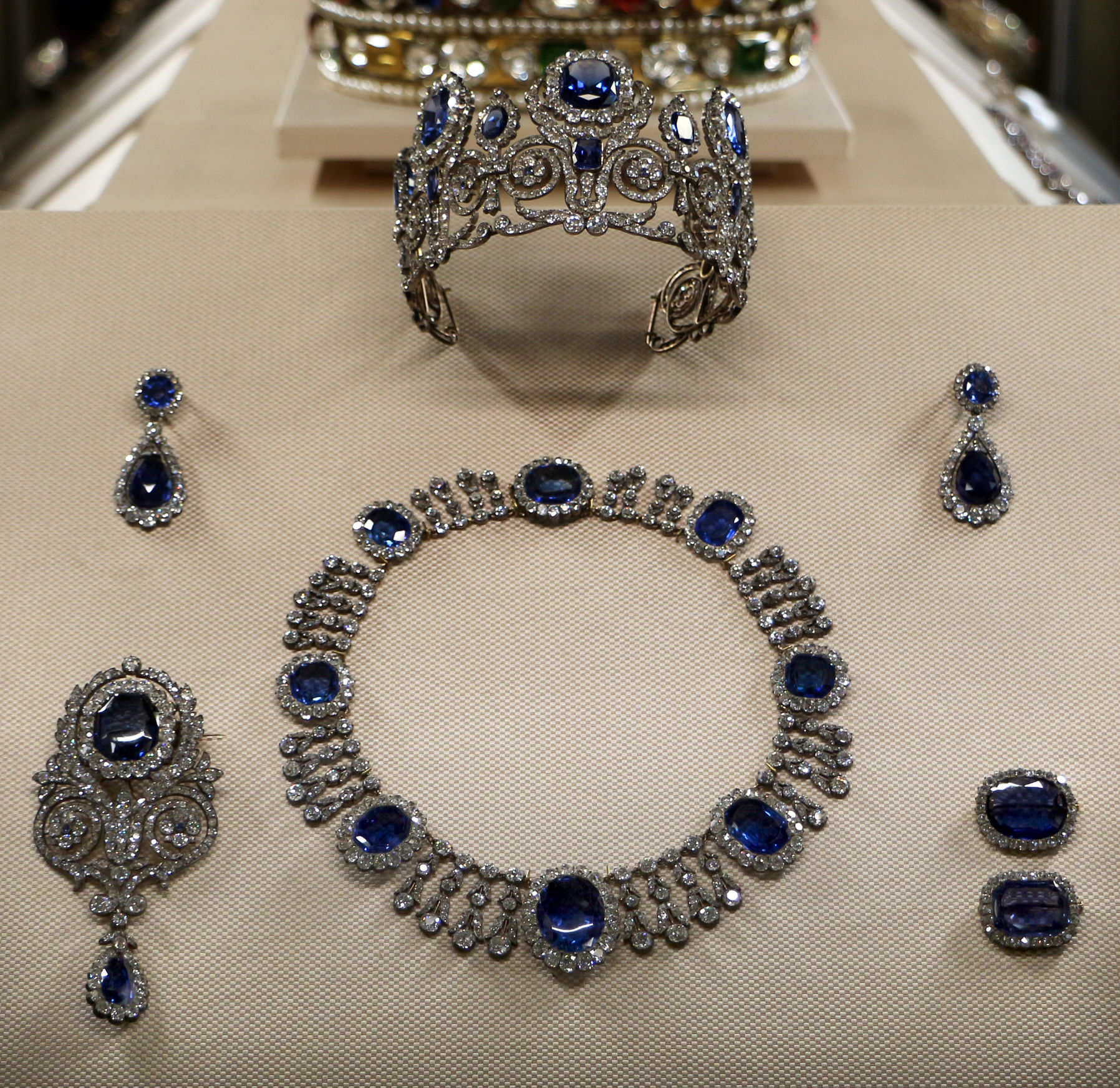
Joaillerie française du XIX : parure de la famille d'Orléans (musée du Louvre).

La joaillerie est l'artisanat consistant à fabriquer des objets de parure faits de perles et de pierres (précieuses, fines, et ornementales), assemblées sur des montures de métal précieux comme l'or, l'argent, le platine, et le palladium. Un objet de parure ainsi assemblé est qualifié de bijou  ou de joyau.

## Joyau
Un joyau est un objet fait de matière précieuse, généralement destiné à la parure.
Un joyau se différencie d'un bijou par un ou plusieurs de ces critères : sa grande rareté, sa beauté saisissante, sa grande durabilité, et parfois même par son histoire et sa renommée. Un joyau, à la différence d'un bijou, sera presque toujours monté d'au moins une pierre précieuse.
Au sens figuré, un joyau est une chose très belle et de grande valeur. Le rapport au luxe du sens propre du terme induit un emploi fréquent au sens figuré dans la littérature.
Selon le milieu ésotérique, les joyaux peuvent être enchantés ou posséder naturellement des caractéristiques magiques.

## Histoire de la joaillerie

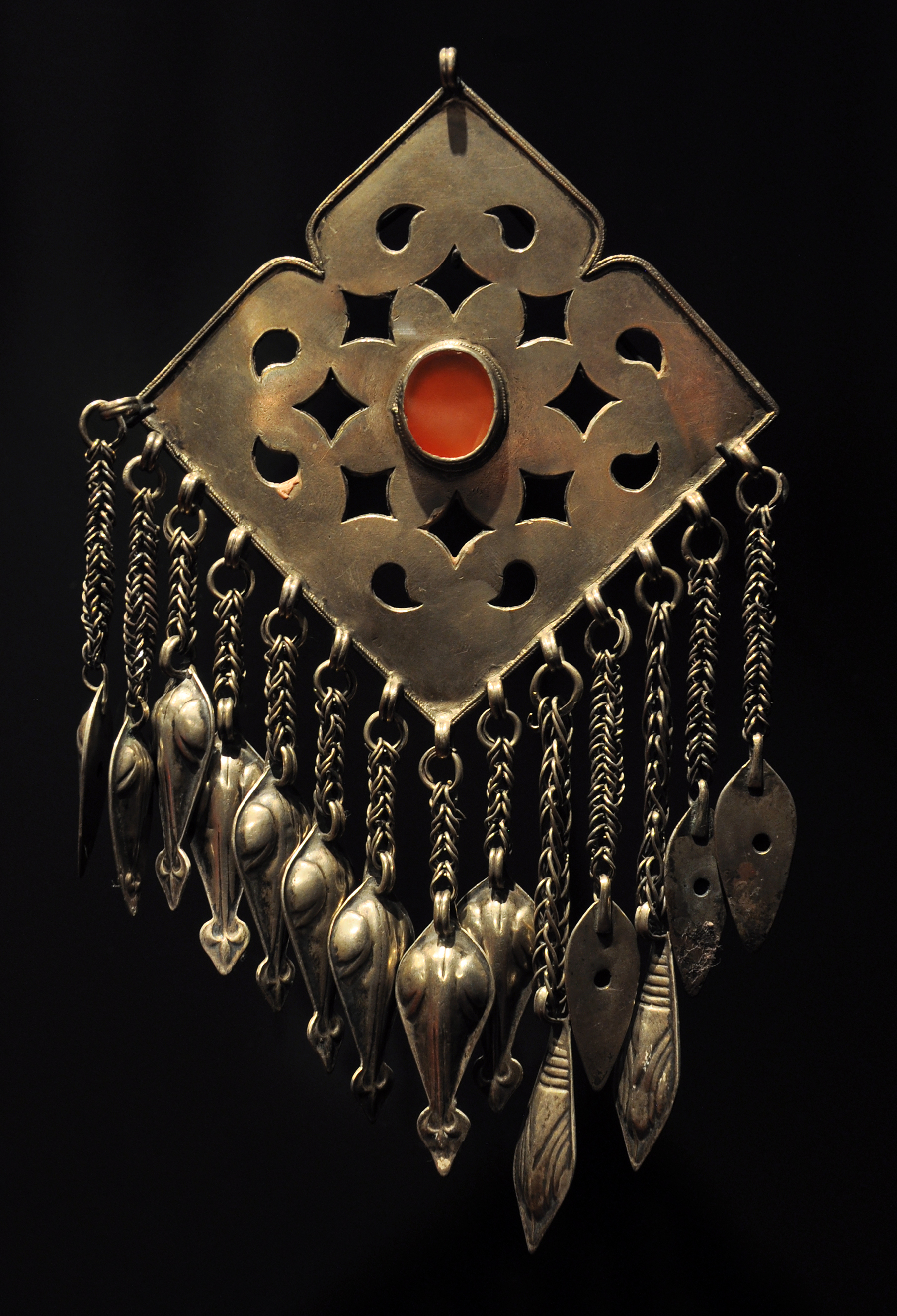
Bijou turkmène féminin, en métal et en cornaline, au musée du quai Branly.

La joaillerie consiste à mettre en scène des pierres sur un support de métal précieux. Les objets réalisés prennent la forme de bagues (solitaires, alliances), colliers, pendentifs, boucles d'oreilles, diadèmes, couronnes et tout autre objet exigeant l'utilisation de pierres : trône, statue, œufs de Fabergé, etc. Depuis le début de l’humanité, des pierreries sont utilisées pour la réalisation de parures et objets d'ornement précieux ou à valeur symbolique.
Des perles perforées ont ainsi été trouvées dans la Cueva de los Aviones, une grotte située le long de la côte sud-est de l'Espagne, et habitée par des néandertaliens, mais aussi au Kenya, à Enkapune Ya Muto, en Afrique du Sud et en Afrique du Nord, datés du Middle Stone Age (MSA).
L’art de tailler et d’exposer des pierres précieuses se retrouve dans toutes les civilisations et toutes les cultures. Dans la haute antiquité, les Égyptiens préféraient ainsi la rareté et la maniabilité de l'or aux autres métaux. Dans l'Egypte prédynastique, les bijoux symbolisent le pouvoir politique et religieux dans la communauté. Bien qu'ils soient porté par les riches Égyptiens dans la vie, ils le sont également par eux dans la mort, avec des pièces souvent placés parmi les objets funéraires, comme l'a montré la découverte du tombeau de Toutânkhamon, datant du XIVe siècle av. J.-C., ou les sandales et les étuis d’orteils en or des épouses du pharaon Thoutmôsis III, accompagnant les corps de ces défuntes dans leur tombeau, et faisant office de talisman pour le passage vers la vie éternelle. Au royaume du Bénin, au XVIe siècle, le roi arborait des manchettes en or gravées de têtes de crocodile, symbolisant le statut du monarque et sa capacité à passer du monde humain à celui des esprits. Fin 2018, une exposition du Metropolitan Museum of Art de New York, Jewelry: the Body Transformed, expose aussi un ornement de nez en argent réalisé au Pérou, entre le VIe siècle et le VIIe siècle, des bijoux d’oreille en ivoire du XIXe siècle venus des îles Marquises, ou encore une armure en aluminium et cristaux pourpre du créateur contemporain Shaun Leane pour la collection printemps-été 2000 d’Alexander McQueen. Mais la joaillerie moderne se concentre davantage sur le décoratif et l’effet ostentatoire. « L’aspect spirituel était plus explicite autrefois, même si le bijou reste considéré comme une trace permanente d’un corps éphémère », indique Melanie Holcomb, commissaire de l’exposition du Metropolitan Museum of Art, « Les hommes expriment aujourd’hui le désir d’immortalité de manière différente, en se tournant par exemple vers la science et ses progrès, voire vers la chirurgie plastique,. »

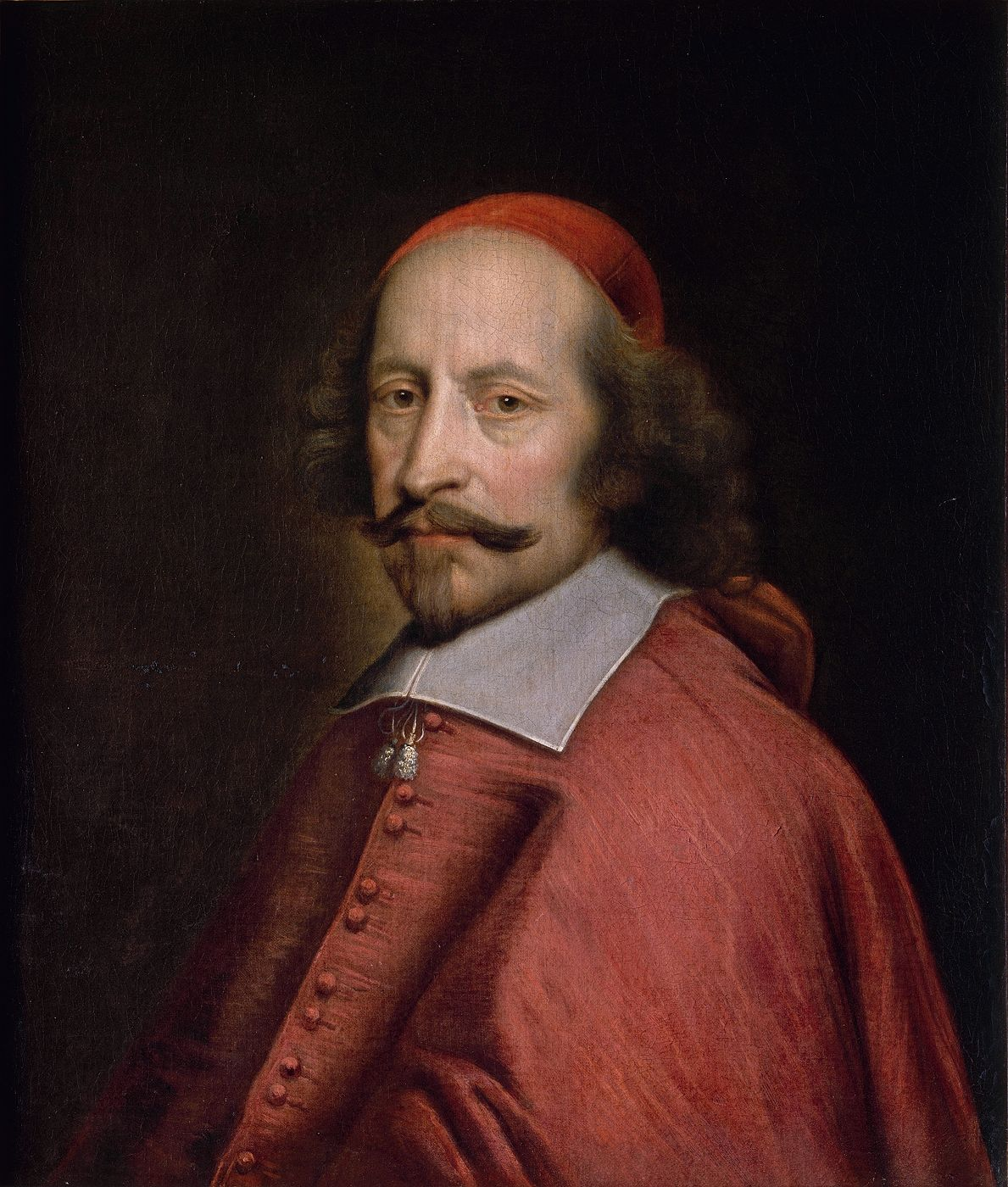
Le cardinal Mazarin, collectionneur et promoteur de l'art de la joaillerie au XVII.

En France, l'histoire de la joaillerie moderne commence au XVIIe siècle, avec l’introduction d’une nouvelle technique qui influe sur la forme des bijoux et la façon de les porter. Le cardinal Mazarin en développe le goût, acquérant les plus beaux diamants de son temps, et les faisant monter en bijoux, tout en encourageant les joailliers à recourir à ces nouvelles pratiques. C’est la taille en seize (qui se perfectionnera par la suite pour donner la taille en 32 facettes), appelée encore « taille Mazarin ». À cette époque les noms des grands orfèvres-joailliers des rois de France sont bien connus : Claude Ballin (1615-1678), Claude Ballin (le Jeune) (1660-1754), Nicolas Delaunay (1646-1727), Philippe van Dievoet dit Vandive (1654-1738), Jean de Lens (1616-1689), François-Thomas Germain (1726-1791).

## Techniques de la joaillerie
La fabrication de la joaillerie repose sur le moulage, la déformation, le pliage, le limage, le sciage, et la soudure de pièces de métaux précieux ainsi que du sertissage de pierres précieuses, pierres fines et perles.

### Moulage

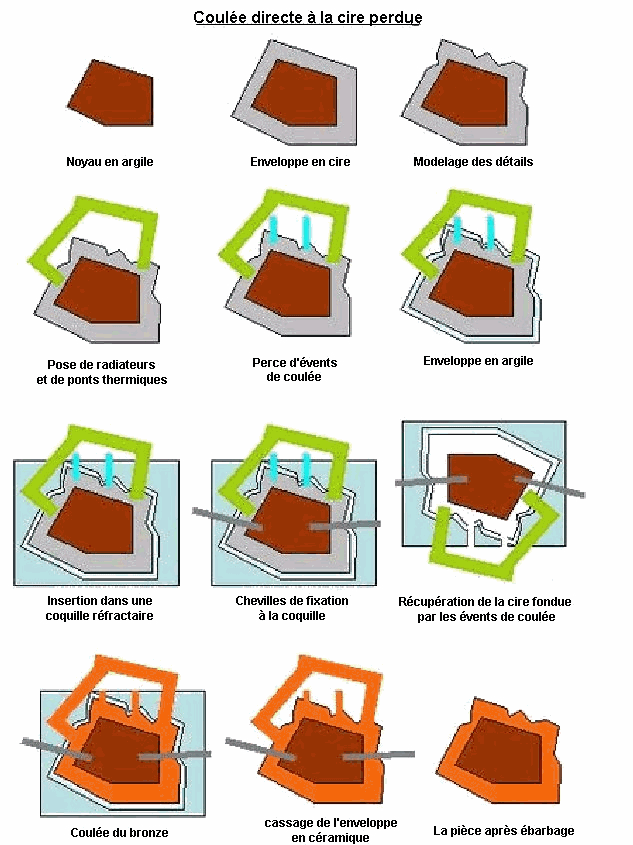
Les différentes étapes de la fonte à cire perdue.

Cette technique consiste à fabriquer un modèle en métal qui servira à réaliser un moule. Ce moule sera ensuite utilisé pour produire une ou plusieurs pièces. De la cire chaude est injectée dans le moule et les pièces en cire obtenues sont utilisées pour reproduire la pièce avec la technique de coulée à la cire perdue. Les pièces moulées sont ensuite polies soit par un procédé mécanique soit par un procédé chimique.

### Bain d'acide
Des acides sont utilisés pour enlever le borax, liquide employé pour la soudure. Pour ôter ce produit qui se cristallise, on utilise un mélange, le « déroché », composé d'une partie d'acide sulfurique pour neuf parties d'eau. On peut aussi employer un mélange d'eau et de sel à dérocher, tout aussi efficace mais moins nocif.
Le déroché permet aussi de désoxyder les bijoux après coulée du métal à cire perdue, après la soudure ou encore, après un « recuit » (le métal est chauffé au chalumeau pour redevenir plus malléable et facile à travailler).

### Sertissage
Le sertissage consiste à fixer une pierre précieuse ou fine sur une monture métallique, en déplaçant une partie de ce métal. Les techniques couramment utilisées pour le sertissage sont :
- serti griffes : les griffes sont des tiges en métal sortant de la monture, tiges que le sertisseur vient replier en ergots sur la pierre pour la fixer. C'est la technique qu'on utilise couramment sur les solitaires ;
- serti grains : c'est un petit copeau de métal qui est poussé par une échoppe coupante qui le sort de la masse de métal (sans l'en désolidariser) du bijou, pour le rabattre sur le bord de la pierre. Ces grains maintiennent fermement la pierre, se comportant comme de minuscules griffes ;
- serti clos : une mince plaque de métal précieux entoure le logement de la pierre. On replie la feuille sur tout le périmètre de la pierre, la solidarisant ainsi à la monture ;
- serti rails : les pierres sont glissées entre deux rails, cette technique est surtout utilisée pour les alliances ;
- serti mystérieux ou invisible : inventé par Van Cleef & Arpels, cette technique rend le métal totalement invisible ;
- serti à brides ou serti Chirol : inventé par Francis Chirol, un fil est placé entre deux pierres exerçant une pression latérale sur les deux pierres[7] ; universellement connu pour les alliances, est également utilisé pour d'autres bijoux ;
- serti « LS » : récente procédure de sertissage brevetée et déposée par la société Lyon Serti. Ce serti consiste à entourer la pierre d'un fin rebord de métal à l'aide d'un outil spécial. La trace laissée par cet outil dévoile un motif d'un brillant incomparable.

## Les matériaux

### Pierres
Les pierres utilisées en joaillerie, ou gemmes sont les pierres précieuses, et les pierres fines.
Les pierres précieuses sont le diamant, l'émeraude, le rubis et le saphir. Les pierres fines est un vaste ensemble de pierres qui ne sont pas considérées comme précieuses, mais ont une belle couleur et une belle transparence, les rendant aptes à l'usage en joaillerie,. On les appelle également pierres semi-précieuses, bien que cette appellation soit interdite en bijouterie-joaillerie. Leur usage chez les plus grands joailliers se sont élargis depuis les années 1980, après des usages novateurs par quelques créateurs dès les années 1930. Ce sont par exemple le larimar, le topaze, l'améthyste, l'aigue-marine, le péridot et la citrine, le lapis-lazuli, la malachite et le quartz. Les pierres fines sont définies par une liste de la CIBJO dressée en 1970 à Zurich qui les considère comme des minéraux,.

### Alliages et métaux
On parle d'alliage en joaillerie pour l'or, le platine et l'argent. Ces métaux précieux sont associés à d'autres métaux non précieux pour en modifier les couleurs et les caractéristiques.
L'or fin, soit l'or tel qu'il se trouve à l'état naturel, est jaune. Si on y ajoute du nickel, l'or devient blanc. La proportion utilisée est 75 % d'or et 25 % de nickel (on parle d'or 750 ou or 18 carats). Selon les proportions d'alliage utilisées, on pourra faire varier la couleur du bijou. Ainsi, la composition de l'or rose 18 carats est de 75 % d'or, 20 % de cuivre et 5 % d'argent. La composition de l'or rouge 18 carats est de 75 % d'or et 25 % de cuivre. Dans ces deux cas, la proportion d'argent va déterminer la couleur plus ou moins rose d'un alliage.
Le nickel, qui est un allergène, est maintenant interdit dans la joaillerie et remplacé dans l'or blanc par un alliage de cuivre, de palladium et/ou d'argent.
Le platine est utilisé pur à 95 % (on parle de platine 950).
Certaines pièces de haute joaillerie sont aujourd'hui réalisées en titane. Les spécificités de ce matériau, rigidité et légèreté, sont utilisées pour produire des pièces des dimensions jamais vues, telles que des fleurs de 18 cm de diamètre ou de grands papillons, etc. Ces pièces en titane sont réalisées par coulage à la cire perdue, puis polies.
Quel que soit l'alliage choisi, un bijou doit toujours porter deux poinçons : la tête d'aigle ou le poinçon d'état qui indique le titrage et le poinçon de maître qui est unique et propre à chaque fabricant. Les ouvrages en or ou en platine d'un poids inférieur à 3 grammes et les ouvrages en argent d'un poids inférieur à 30 grammes sont dispensés du poinçon de titre ou de garantie. Ils doivent cependant être aux titres légaux et marqués du poinçon de maître ou de responsabilité.

## Usages commerciaux en joaillerie
Les échanges entre lapidaires, diamantaires, joailliers, bijoutiers, sont basés sur le principe du « confié » : selon ce principe d'usage régulier, le diamantaire ou le lapidaire « confie » les pierres, dans de petits sachets aux plis toujours identiques, au joaillier. Il n'est demandé aucun reçu, signature, engagement ou caution. L'engagement est verbal[réf. nécessaire]. Une bande dessinée, Les Immortels, évoque cette relation de confiance et d'engagement sur la place diamantaire d'Anvers.
Cette pratique ne peut pas exister sans garde-fous. Une constante jurisprudence de la Cour de cassation, en France, fait de la non restitution, à première demande, d'un « confié », un abus de confiance, délit sanctionné par le droit pénal[réf. nécessaire].

## Marketing de la joaillerie

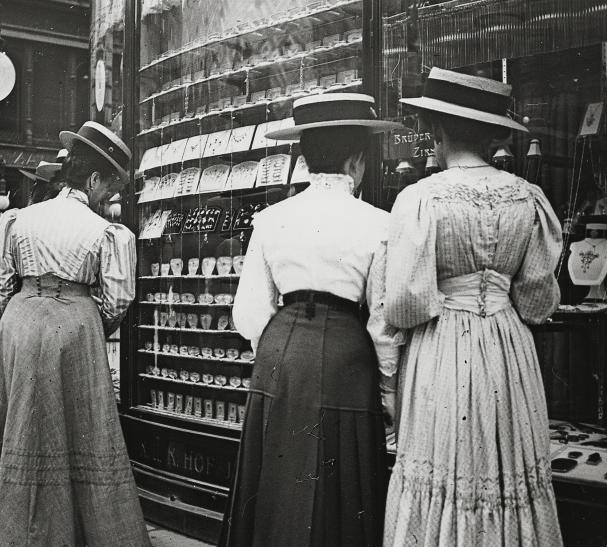
Entre 1905 et 1914, femmes contemplant la devanture de la bijouterie Brüder Frères, au no 7 du Graben à Vienne, (scène photographiée par Emil Mayer).

À l’époque de la standardisation, la haute joaillerie et horlogerie font figure d’exceptions. Ce qui crée la particularité de ce secteur, c’est avant tout sa dimension artisanale, c'est-à-dire une multitude de métiers rares où le travail manuel se met au service d’une conception sur mesure de pièces infiniment précieuses et la plupart du temps uniques.
Ces créations exceptionnelles peuvent occuper un atelier pendant plusieurs milliers d’heures, et visent une clientèle très spécifique. Des procédés de fabrication presque jamais modifiés et des outils conçus il y a plusieurs siècles n’empêchent cependant pas la haute joaillerie et horlogerie d’évoluer afin de satisfaire au mieux les exigences de ses clients.
Il est ainsi possible d’affirmer que la haute joaillerie est à la bijouterie ce que la haute couture est à la mode : il s’agit d’un monde à part, où ce n’est pas le prix qui fait la valeur d’une pièce, mais la création de la maison dont elle provient. Lionel Giraud, directeur artistique de la maison Chaumet jusqu'en 2011, affirme ainsi que « sa valeur ne repose pas sur un critère de prix, elle se définit plutôt comme une intention d’œuvre unique ».
De ce fait, chaque grande maison de la place Vendôme possède sa propre identité stylistique, comme l’atteste Pierre Rainero, directeur de l’image et du patrimoine de la maison Cartier : « Un objet de la production est à la fois reconnaissable comme venant de la maison Cartier, et se doit en même temps d'être novateur ». C’est en effet sur ce point que se trouve le réel défi : rester fidèle à l'esprit de la marque, tout en sachant être créatif et évoluer, c'est-à-dire jouer entre tradition et modernité.
Aujourd’hui, si une création majeure peut encore nécessiter des milliers d’heures et durer jusqu’à un an, le rythme auquel les nouvelles collections sont lancées s’est cependant énormément accéléré au cours de ces dernières années.
En constatant cette augmentation du nombre de collections, on peut aussi observer un développement massif de stratégies de communication spécifiques à la haute joaillerie. En effet, la dimension marketing des maisons de luxe est à distinguer de la communication mise en place autour de simples bijoux, car la haute joaillerie ne se contente pas de vendre des matériaux précieux : elle y apporte aussi un savoir-faire qui les transforme et les sublime. On pourrait ainsi dire que c’est ce savoir-faire, davantage que l’objet en lui-même, qui est vendu par les maisons. De ce fait, la valeur de ces pièces uniques réside surtout dans l’identité des marques de la place Vendôme. Chez Cartier notamment, une création est signée du nom de la maison, et non de celui de l’artisan qui l’a conçu, car il s’agit d’une œuvre collective, et c’est aussi ce qui fait la singularité de la haute joaillerie.
On peut ainsi considérer que la dimension publicitaire n’est pas la plus importante, même si elle est aujourd’hui indispensable pour faire perdurer l’« aura » de la marque. Dans la haute joaillerie, la communication passe cependant plutôt par la relation personnelle entre le vendeur et le client : c'est l'image du joaillier d’antan, à l’écoute, qui comprend et matérialise les attentes d'un client qui a le goût et la capacité de posséder une création sur-mesure. Les grandes maisons poussent ainsi toutes à la réalisation de pièces uniques et mettent en avant cette dimension artisanale comme autant d’arguments marketing. De plus, le côté émotionnel constitue aussi une valeur importante de la haute joaillerie. Pierre Rainero l’affirme en effet : « au-delà de la beauté des pierres, quand un artisan a passé jusqu'à deux mille heures sur une pièce, il se crée un attachement viscéral entre lui et le bijou qu'il crée ». On confère alors une valeur symbolique à l’objet, transmise à la personne qui portera la pièce. La communication institutionnelle de la haute joaillerie et horlogerie s'adresse ainsi à une clientèle dont la demande est très particulière, et dont le souhait est d’acquérir quelque chose d'extraordinaire.

## Joailliers célèbres
- Adler (Suisse)
- Alexandre Reza (France)
- Van Cleef et Arpels (France)
- Baunat (Belgique)
- Björn Weckström (Finlande)
- Boucheron (France)
- Buccellati (Italie)
- Bvlgari (Italie)
- Cartier (France)
- Chaumet (France)
- Chopard (Suisse)
- Damiani (Italie)
- Dusausoy (France)
- Fred (France)
- Garrard & Co (Royaume-Uni)
- Gemmyo (France)
- Gilbert Albert (Suisse)
- Graff (Royaume-Uni)
- Harry Winston (États-Unis)
- Holemans (Belgique)
- JAR (France)
- Jean Dinh Van (France)
- JEM (France)
- Mauboussin (France)
- Mazlo (France)
- Mellerio dits Meller (France)
- Montegrappa (Italie)
- Morellato (Italie)
- Pierre Sterlé (France)
- Raymond Templier (France)
- René Boivin (France)
- René Lalique (France)
- Repossi (Italie)
- Suzanne Belperron (France)
- Tiffany & Co. (États-Unis)
- Torrini (Italie)